# Via Duomo (Naples)
La Via Duomo est une rue du centre historique de Naples, longue d'environ 1 200 mètres, qui part de la via Foria et se termine via Marina, juste avant de traverser le Corso Umberto I par la piazza Nicola Amore.
Son nom dérive de la présence de la cathédrale de Naples.

## Histoire
La Via Duomo est le cardo maximus, le plus long et le plus grand des axes de la ville antique. Pour cette raison, il traverse les trois principaux Decumani : le Decumanus maximus, le supérieur (Via dell'Anticaglia) et le Decumanus inférieur (actuelle Spaccanapoli).

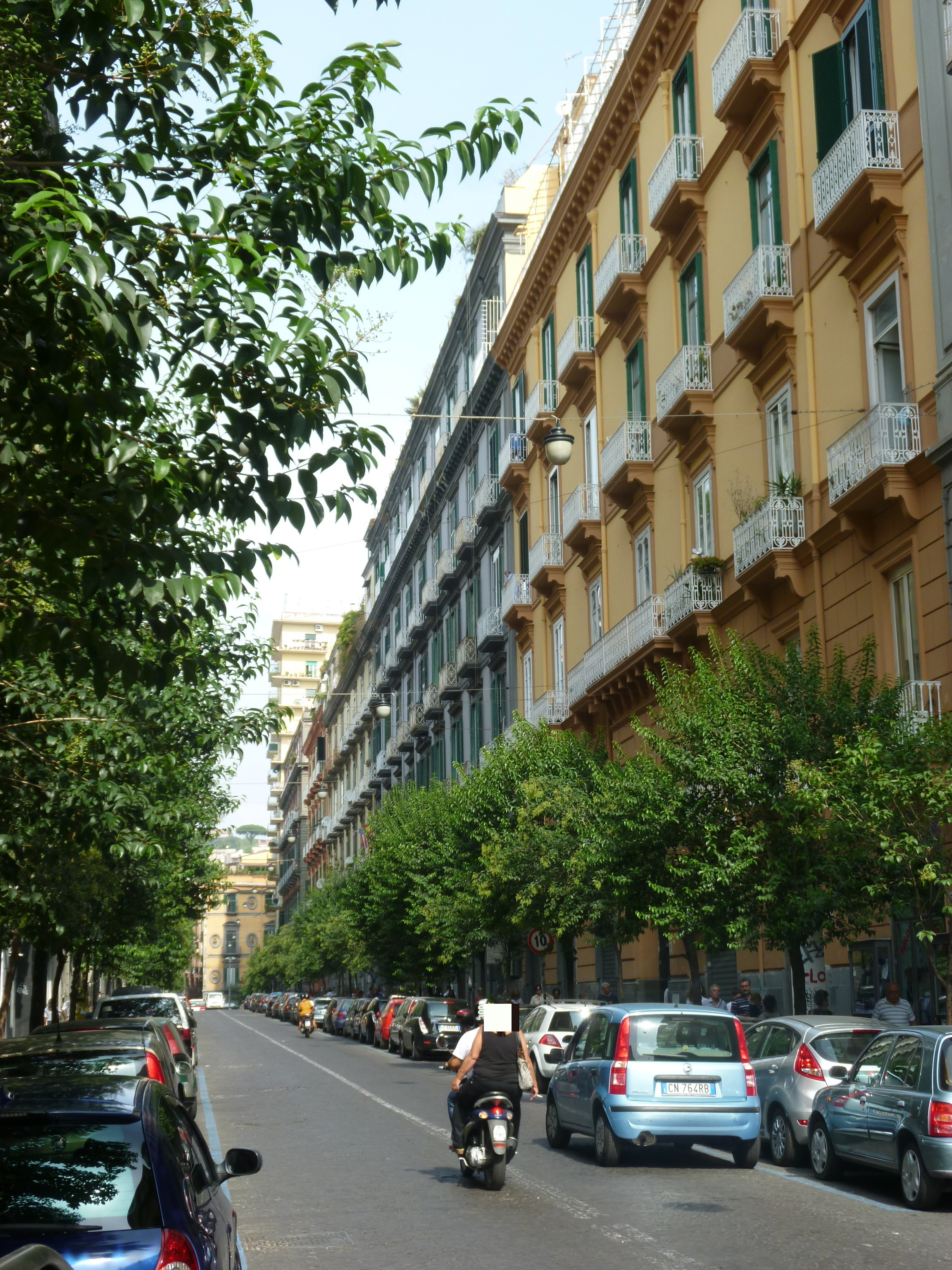
La rue de via Foria.

Cependant, la rue n'a pas toujours eu les dimensions d'aujourd'hui, qu'elle n'a reçues qu'à une époque récente. Avant cette intervention urbaine, c'était une ruelle semblable à beaucoup d'autres, qui s'appelait vico del Tarì ou vico del pozzo bianco jusqu'au decumanus supérieur et d'ici définie jusqu'au Duomo vico Gurgite. Au Moyen Âge, on l'appelait vicus radii solis (c'est-à-dire route du rayon de soleil) en l'honneur d'Apollon qui possédait son propre temple sous la basilique de Santa Restituta.
Ce n'est qu'à l'époque des Bourbons qu'il était prévu d'élargir l'ancien axe pour créer une liaison directe nord-sud entre la via Foria et la via Marina. En 1853, Ferdinand II de Bourbon approuva le tracé proposé par Luigi Cangiano et Antonio Francesconi, tandis que des modifications importantes étaient nécessaires au projet précédent de 1839 élaboré par Federico Bausan et Luigi Giordano, qui prévoyait le passage de la rue dans la zone située derrière la cathédrale, qui a ensuite été abandonné.

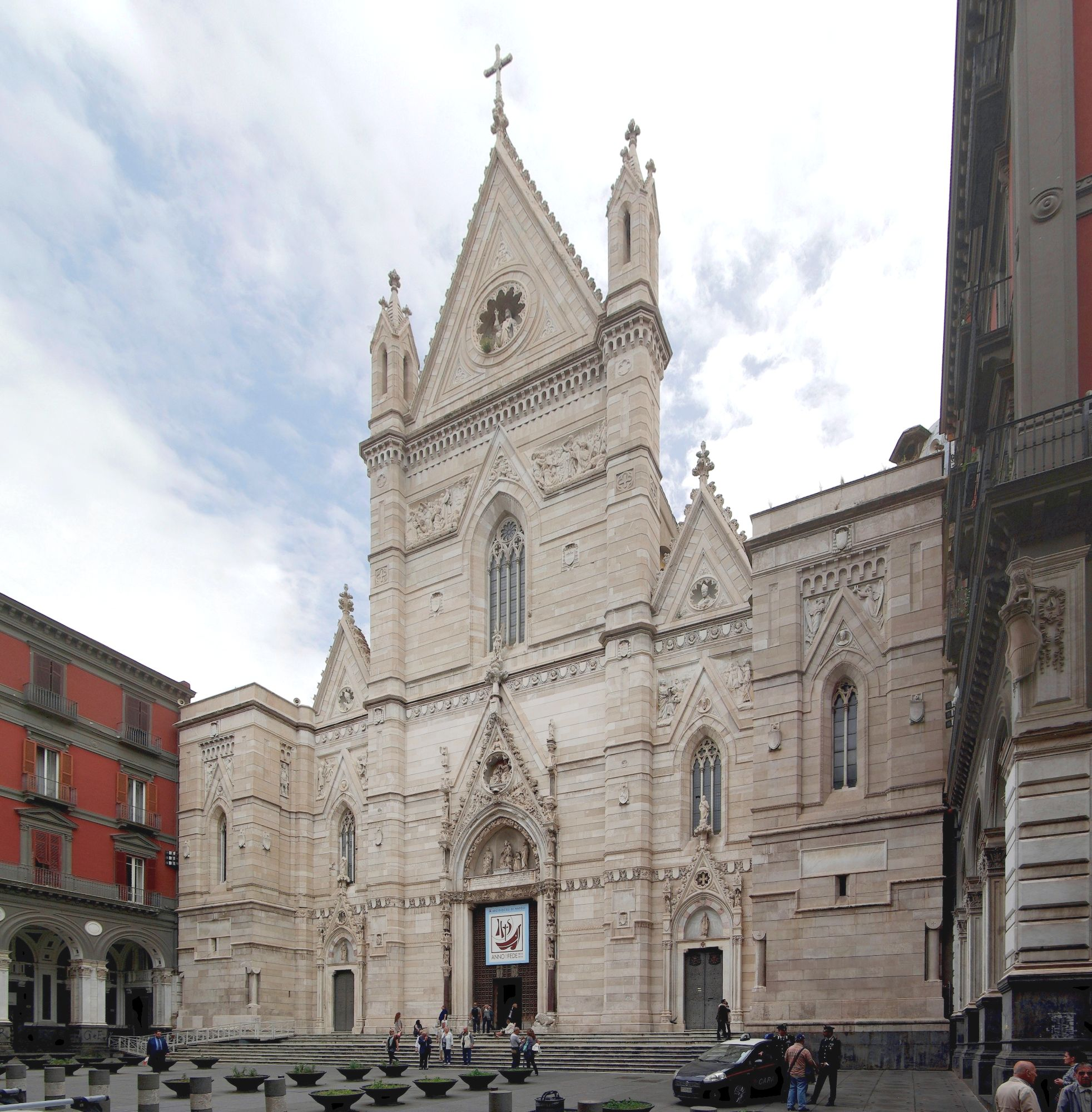
Le Duomo de Naples (ou Cathédrale), qui donne son nom à la rue.

En 1860, François II de Bourbon établit que la rue, étendue à 60 palmiers de largeur, atteindrait l'évêché et que la direction était confiée à Cangiano et Francesconi ; cependant, des événements politiques pressants ont empêché son exécution. Le projet présenté en 1853 fut confirmé par Garibaldi dans le décret de construction qu'il promulgua le 18 octobre 1860.
En mars 1861 est enfin prononcé l'appel d'offre des travaux, commencés au mois de juin suivant, qui dureront jusqu'en 1868 pour la section jusqu'à l'évêché ; l'extension via San Biagio dei librai et via Vicaria Vecchia a été achevée en 1870.
La rue a pris le nom du président américain de l'époque, Woodrow Wilson, à la fin de la Première Guerre mondiale et pendant une courte période.
Pendant la période du conseil municipal présidé par Rosa Iervolino, la chaussée, les trottoirs et le mobilier urbain ont été rénovés.

## Description

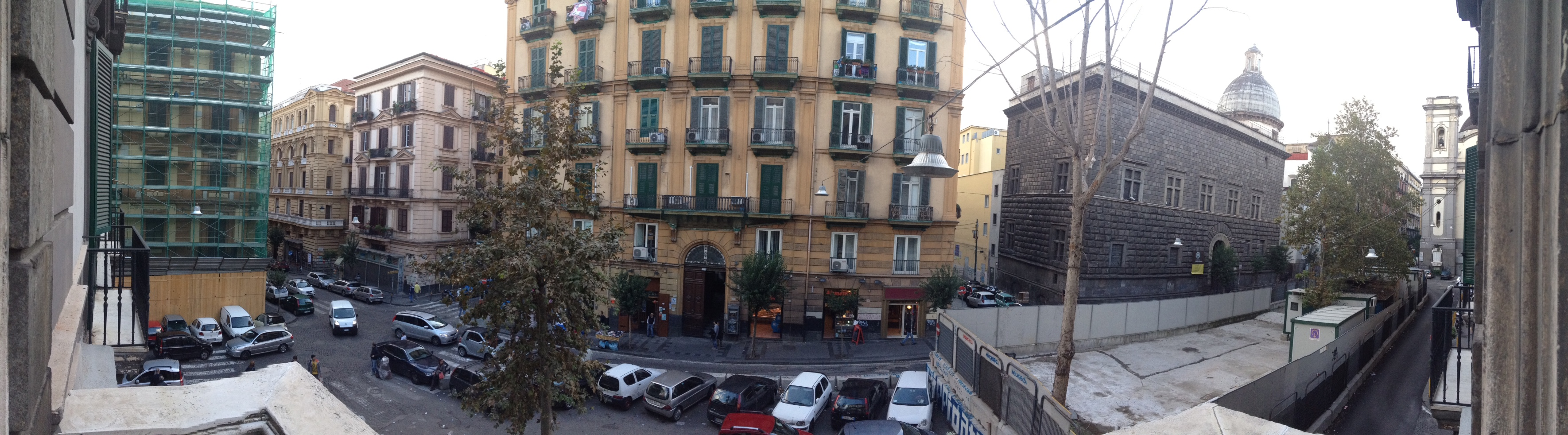
Vue du musée piazza Filangieri. Sur la droite, on aperçoit le palais Como

La rue compte nombre de bâtiments importants dont l'histoire s'étend sur des siècles de traditions napolitaines. Sur la Piazza Museo Filangieri, sur le tronçon de rue le plus proche de la Piazza Nicola Amore, se trouve l'historique Palazzo Como, qui abrite le musée civique Gaetano Filangieri.
Les églises qui donnent sur la rue sont importantes, notamment celle de San Severo al Pendino et celle de San Giorgio Maggiore, construites sur le plan d'une ancienne basilique, dont de nombreux éléments architecturaux sont encore visibles. En parcourant la route toujours en montée, on traverse la via Vicaria Vecchia, l'entrée du quartier Forcella, d'où l'on voit les ruelles caractéristiques et historiques de Naples.
En allant plus loin, les rues de l'ancien centre gréco-romain se croisent à gauche, avec le prolongement de la ville à droite au-delà des anciennes murailles. La cathédrale occupe la partie centrale de la rue. Devant la cathédrale se trouve la précieuse galerie de tableaux des Girolamini qui se trouve dans le cloître de l'église des Girolamini. Au numéro 152, presque en face du Duomo et adjacent au couvent Girolamini, se trouve le monumental palais Miradois. De la cour du palais, on voit le bel escalier ouvert baroque.
La rue compte aujourd'hui nombre de magasins et de boutiques. Célèbres sont les tailleurs de robes de mariée qui recueillent ici l'héritage de l'ancien art de la couture napolitaine. Libero Bovio, enfin, vécut et mourut au numéro 45 ; depuis 1992 une plaque à la mémoire du grand poète se détache sur la façade du bâtiment.